# جيف سميث (متسابق دراجات نارية)
جيف سميث (بالإنجليزية: Jeff Smith)‏ هو متسابق دراجات نارية بريطاني، ولد في 1934 في Colne ‏ في المملكة المتحدة.